# Radmiła Szekerinska
Radmiła Szekerinska, mac. Радмила Шекеринска (wym. [ˈradmila ʃɛˈkɛrinska]ⓘ; ur. 10 czerwca 1972 w Skopju) – macedońska polityk, parlamentarzystka, minister i wicepremier, w 2004 dwukrotnie p.o. premiera Macedonii, w latach 2006–2008 przewodnicząca Socjaldemokratycznego Związku Macedonii (SDSM).

## Życiorys
W 1995 ukończyła studia na wydziale elektrotechnicznym Uniwersytetu Świętych Cyryla i Metodego w Skopju. W 1996 została asystentką w macedońskim oddziale Open Society Institute George’a Sorosa. W latach 1997–2002 pracowała jako nauczyciel akademicki na macierzystej uczelni. W 2007 uzyskała magisterium we Fletcher School of Law and Diplomacy na Tufts University.
Zaangażowała się w działalność polityczną w ramach Socjaldemokratycznego Związku Macedonii. W latach 1996–1998 była radną miejską w Skopju. W 1998 po raz pierwszy uzyskała mandat posłanki do Zgromadzenia Republiki Macedonii, wybierana ponownie w 2002, 2006, 2008, 2011, 2016 i 2020.
W latach 2002–2006 pełniła funkcję wicepremiera odpowiedzialnego za integrację europejską. Od maja do czerwca 2004 oraz od listopada do grudnia tegoż roku czasowo kierowała pracami macedońskiego rządu. W latach 2006–2008 pełniła funkcję przewodniczącej swojego ugrupowania. Od 2008 do 2014 kierowała krajową radą do spraw integracji europejskiej.
W maju 2017 powróciła w skład administracji rządowej, obejmując stanowisko ministra obrony. W następnym miesiącu dodatkowo powierzono jej ponownie funkcję wicepremiera, pełniła ją do sierpnia 2020. Pozostała wówczas na urzędzie ministra obrony, który sprawowała do stycznia 2022. W listopadzie 2024 powołana na urząd zastępczyni sekretarza generalnego NATO.